# Marie-Claire Alain

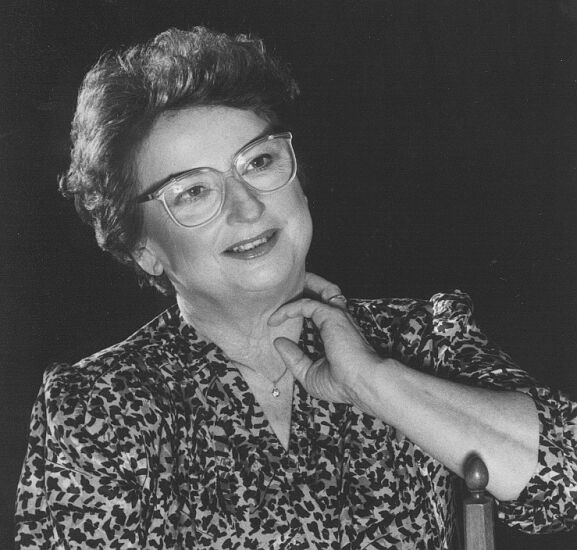
Marie-Claire Alain (1970)

Marie-Claire Alain (* 10. August 1926 in Saint-Germain-en-Laye; † 26. Februar 2013 in Le Pecq) war eine französische Organistin.

## Leben
Marie-Claire Alain war das jüngste Kind einer Musikerfamilie in Saint-Germain-en-Laye bei Paris. Ihr Vater war der Komponist und Organist Albert Alain, ihre Geschwister die Komponisten und Organisten Olivier (1918–1994) und Jehan Alain (1911–1940). Sie studierte am Conservatoire de Paris in der Orgelklasse von Marcel Dupré, wo sie mit vier ersten Preisen ausgezeichnet wurde, sowie Klavier bei Yves Nat, der ihr zu Orgel riet, da sie „Organistenhände“ habe. Ihre internationale Karriere begann mit dem Concours de Genève in Genf im Jahre 1950, als sie den zweiten Preis für Orgel gewann.
Als Konzertorganistin spielte sie weltweit mehr als 2.000 Konzerte. Ihre über 260 Einspielungen umfassen Orgelwerke von Johann Sebastian Bach, Dietrich Buxtehude, Nicolaus Bruhns, Georg Böhm, François Couperin, Nicolas de Grigny, Louis-Claude Daquin, Johann Pachelbel, Felix Mendelssohn Bartholdy, César Franck, Jehan Alain, Charles-Marie Widor sowie die Orgelkonzerte von Francis Poulenc, Georg Friedrich Händel, Carl Philipp Emanuel Bach, Joseph Haydn und Antonio Vivaldi. Darunter sind viele Gesamteinspielungen. Allein das gesamte Orgelwerk von Johann Sebastian Bach spielte sie dreimal komplett ein.
Alains Interpretationsstil fußte auf der gründlichen musikalischen, historischen und – besonders bei Bach – theologischen Analyse des jeweiligen Werkes. Ihre lange Erfahrung mit historischen Instrumenten – vor allem in Frankreich und Deutschland – erlaubte ihr die stilsichere Klangregie. Gleichzeitig wandte sie als eine der Ersten überhaupt konsequent die Ergebnisse der historischen Aufführungspraxis auf der Orgel an. Das betraf sowohl das Repertoire des Barocks als auch der Romantik und Moderne. Zeitlebens widmete sich Alain der Herausgabe und der Interpretation der Orgelwerke ihres älteren Bruders Jehan, der 1940 ein Opfer des Zweiten Weltkriegs wurde.
Als Pädagogin begründete sie – wie ihr Lehrer Dupré – regelrecht eine eigene „Orgelschule“. Zu ihren Schülern gehören viele führende Interpreten: Aart Bergwerff, Christian von Blohn, George C. Baker, Guy Bovet, Ton van Eck, Zsuzsa Elekes, Harald Feller, Holger Gehring, Klaus Germann, Wolfgang Karius, Günther Kaunzinger, Endre Kovács, Gereon Krahforst, Edgar Krapp, Joachim Krause, Jon Laukvik, Ludger Lohmann, Bruno Mathieu, Thierry Mechler, Andreas Meisner, Tomasz Adam Nowak, Jacques van Oortmerssen, Elisabeth Roloff, Gunther Rost, Daniel Roth, Andreas Rothkopf, Klaus Rothaupt, Wolfgang Rübsam, Helga Schauerte-Maubouet, Thomas Schmitz, Hayko Siemens, Jochen Steuerwald, Martin Strohhäcker, Wolfram Syré, Dieter Wellmann, Martin Weyer, Samuel Metzger, Heidi Emmert und Diane Bish.
Am 26. Februar 2013 starb Alain im Alter von 86 Jahren in Le Pecq.

## Auszeichnungen (Auswahl)
- Ehrendoktorwürde der Colorado State University
- Ehrendoktor der Southern Methodist University in Dallas (USA)
- Ehrenlegion
- 1976 Buxtehude-Preis der Hansestadt Lübeck